# Le Monde
Le Monde (da.: Verden) er et fransk dagblad med et oplag på 350 039 (2006). Den anses for at være en af Frankrigs førende aviser og er ofte den franske avis, som det er lettest at få fat på i ikke-fransktalende lande.
Avisen blev grundlagt af Hubert Beuve-Méry efter general Charles de Gaulles opfordring, efter den tyske hær var drevet ud af Paris under 2. verdenskrig. Avisen byggede videre på Le Temps. Beuve-Méry satte som betingelse for at gå ind i projektet, at avisen fik total redaktionel uafhængighed, og sådan blev det. Første udgave af Le Monde udkom 19. december 1944. Avisen udkommer i det såkaldte berlinerformat.
Politisk har avisen historisk været beskrevet som centrum-venstre, men dets nuværende redaktionelle linje kan nok mere beskrives som værende moderat. Nogle kritikere har beskyldt avisen for at være farvet i tidligere præsident Jacques Chiracs retning. I 1981 støttede Le Monde socialisten François Mitterrand med henvisning til at det var sundest for Frankrig at udskifte det regerende parti. 
Avisens internetudgave har været online siden 19. december 1995.
Nuværende chefredaktør er Alain Frachon.